# Dörgön, Khovd
Dörgön (tiếng Mông Cổ: Дөргөн) là một sum của tỉnh Khovd ở miền tây Mông Cổ. Vào năm 2007, dân số của sum là 3.015 người.

## Địa lý
Sum có diện tích khoảng 4.128 km2. Trung tâm sum nằm cách tỉnh lỵ Khovd 106 km và thủ đô Ulaanbaatar 1.500 km.

### Khí hậu
Dörgön có khí hậu bán khô hạn. Nhiệt độ trung bình hàng năm trong khu vực là 5 °C. Tháng ấm nhất là tháng 7, khi nhiệt độ trung bình là 25 °C và lạnh nhất là tháng 1, với −16 °C. Lượng mưa trung bình hàng năm là 214 mm. Tháng ẩm ướt nhất là tháng 6, với lượng mưa trung bình là 50 mm, và khô nhất là tháng 1, với 2 mm.

## Kinh tế
Sum có một trường học, bệnh viện, trung tâm thương mại và nhà văn hóa.